# Jozef Schellekens (politicus)
Josephus (Jozef of Jos) Gommarus Franciscus Schellekens (Lier, 28 maart 1867 - aldaar, 24 december 1930) was een Belgisch advocaat en politicus voor de Katholieke Partij en vervolgens het Katholiek Verbond van België.

## Levensloop
Schellekens groeide op in het gezin van een winkelier. Hij studeerde in 1889 af als doctor in de rechten. Van beroep was hij advocaat en vanuit deze hoedanigheid verschillende malen stafhouder aan de Balie van Mechelen. In de aanloop naar de gemeenteraadsverkiezingen van 1895 werd Schellekens politiek actief te Lier, waarbij hij een eerste maal werd verkozen als gemeenteraadslid. Na de lokale stembusgang van 1907 werd hij aangesteld als schepen van burgerlijke stand. Daarnaast zetelde hij van 2 juli 1907 tot 14 juni 1908 in de Antwerpse provincieraad in opvolging van Charles Cools. Na de gemeenteraadsverkiezingen van 15 en 22 oktober 1911 volgde hij Florent Van Cauwenbergh op als burgemeester.
Tijdens de Eerste Wereldoorlog, in 1917, was hij politiek gevangene. Na de bevrijding van de Duitse bezetting ontving hij het burgerkruis en de medailles van Nationaal Herstel en Nationaal Komiteit. Bij de lokale stembusgang van 1921 haalde hij met de Katholieke Partij een absolute meerderheid van 51% van de stemmen, toch besloot Schellekens – in de geest van de tijdens de Eerste Wereldoorlog gesloten godsvrede tussen katholieken, liberalen en socialisten en de daaruit voortvloeiende samenwerking over de partijgrenzen heen – het liberale gemeenteraadslid Constant Cuykens als vijfde schepen toe te voegen aan het schepencollege en mocht de BWP (die thans geen vertegenwoordigers had in de gemeenteraad) enkele leden afvaardigen in de stedelijke hulpcomités.
De heersende nervositeit (zo werd onder meer in het katholieke blad Ons Lier gewaarschuwd voor de opmars van de socialisten) in de katholieke kringen naar aanleiding van de invoering van het algemeen enkelvoudig stemrecht bleek al snel niet onterecht: De socialisten zouden onder het bestuur van Schellekens zelfs uitgroeien tot de tweede politieke macht in Lier, waarmee er een einde kwam aan de hegemonie van de katholieke partij. In 1924 liet Schellekens een betoging ontbinden van de Vlaamse Oudstrijders (VOS). Daaropvolgend behaalde de Frontpartij (die opkwam onder de naam Katholieke Vlaamsche Volkspartij, KVV) onder leiding van Jozef Cornelis bij de gemeenteraadsverkiezingen van 1926 een overwinning met bijna 20% van de stemmen. Schellekens verliet dat jaar de politiek. Hij werd als burgemeester opgevolgd door Jules Van Hoof.
Schellekens was ridder in de Kroonorde. Hij kreeg een laatste rustplaats op het Begraafpark Mechelsepoort te Lier.  Zijn afbeelding is (samen met die van vijf andere Lierse burgemeesters uit de periode 1830-1930) opgenomen in een 12-kantige carrousel ('défilé' genaamd) in de Zimmertoren die telkens om 12u 's middags wordt getoond.